# Домашнє навчання
Домашнє навчання — навчання дитини в домашніх умовах без відвідування загальноосвітньої школи. Домашнє навчання широко поширене в країнах Західної Європи та США, де користується підтримкою держави (у тому числі фінансовою у вигляді надання грошової допомоги батькам в організації навчання дитини вдома). Така увага держави пояснюється пріоритетом прав людини в життєдіяльності особистості, зокрема і в освіті, а також розумінням того, що батьки хочуть самі взяти на себе відповідальність у виконанні своїх батьківських прав в освіті своєї дитини.
Домашнє навчання — це конституційне право дитини та батьків на ту форму освіти, яка найбільш відповідає індивідуальним потребам дитини.
Сімейна (домашня) форма здобуття освіти — це спосіб організації освітнього процесу дітей самостійно їхніми батьками для здобуття формальної (дошкільної, базової середньої, повної загальної середньої) та/або неформальної освіти. Відповідальність за здобуття освіти дітьми на рівні не нижче за стандарти освіти несуть батьки. Оцінювання результатів навчання та присудження освітніх кваліфікацій здійснюються відповідно до законодавства.

## Історія
Домашнє навчання має давню історію, починаючи із запрошення до дитини гувернерів у минулих століттях і закінчуючи сучасними домашніми вчителями, завданням яких є навчання дитини.
Домашні вчителі відрізняються від репетиторів тим, що останні мають на меті підтягувати знання дитини, підготовити її до іспитів, тестування, вступу до вищого навчального закладу, тобто компенсація недоробок загальноосвітньої школи, яку відвідує дитина, тоді як домашній вчитель проходить програму з учнем повноцінно. Домашнє навчання відрізняється і від індивідуальної форми навчання, основне навантаження під час якого лягає не на вчителів, а на батьків.
Крім того, на відміну від індивідуальної форми навчання, якою охоплюються головним чином діти, які за станом здоров'я не можуть відвідувати загальноосвітню школу, домашнім навчанням охоплюються і здорові діти, але які за своїми особистісними особливостями не можуть відвідувати загальноосвітню школу і перебувати в колективі дітей.

## Переваги домашнього навчання
- У загальноосвітній школі часто втрачається особистісний підхід до дитини, яка вміє творчо мислити, переважає шаблонність та зведення на стандартний середній рівень.
- При дистанційному домашньому навчанні забезпечується індивідуальний підхід до дитини, заняття за оптимальним графіком— навчання здійснюється з урахуванням здібностей дитини, можливість більше приділити уваги тому, що важче дається, не затримуватися там, де дитина краще розуміє матеріал і не підлаштовуватися під інших учнів і клас у цілому.
- У системі навчання використовуються інтерактивні методи навчання, чого немає в загальноосвітній школі.
- Дистанційне навчання дає можливість організувати навчання дитини у відповідності з власним, оптимальним для конкретної дитини графіком, дає можливість звільнити час для відвідування спортивних секцій, гуртків, прогулянок, читання тощо, тобто забезпечити повну соціалізацію та розвиток дитини, повністю використовувати потенціал її творчих інтересів і талантів.
- Створення ж зручного і оптимального для дитини графіка навчання, зручне і комфортне місце для занять суттєво відрізняється від ситуації в загальноосвітній школі, де не враховуються інтереси кожної дитини в розкладі уроків і графіка роботи школи, а до уваги береться план роботи і навантаження вчителів та доступність аудиторії класів для занять.
- При дистанційному навчанні гарантується відсутність конфлікту з вчителями школи та дітьми, що в умовах високого стресу і несприятливого морально-психологічного клімату багатьох шкіл не тільки можливо, але й має стійку тенденцію.
- Тут відповідальність за дитину несуть батьки, не перекладаючи відповідальності на державу, вчителів, суспільство.

Витрати на навчання дитини у батьків у домашній школі дистанційного навчання значно нижчі, ніж у державній школі, де в системі фінансування, крім оплати за навчання, враховуються придбання шкільної форми, оплата ремонту класу, внески до фонду класу та фонду школи, купівля обладнання та подарунків для школи, проїзд, харчування, подарунки вчителям, оплата додаткових занять з дітьми, благодійні пожертвування тощо.

## Дистанційне навчання
Однією з форм домашнього навчання є дистанційне навчання, яке включає роботу через мережу Інтернет за індивідуальним графіком навчання. Ця форма домашнього навчання набуває достатнього поширення серед здобувачів освіти старшого віку, які можуть планувати свій час. Також така форма навчання поступово впроваджується в шкільну освіту як доповнення до навчання для індивідуальних учнів, так і під час карантину як основний засіб.
При використанні дистанційного навчання контроль знань має вигляд, не звичний для учня загальноосвітньої школи.
- По-перше, він систематичний, на відміну від загальноосвітньої школи, де контроль знань може носити непостійний характер.
- По-друге, виконання контрольного завдання вдома дозволяє учневі зайвий раз подивитися у підручник і проаналізувати матеріал, що важливо для отримання знань, а не заради самого контролю, як це відбувається у загальноосвітній школі. Така система написання контрольних існує у вузах на заочних відділеннях.

Дистанційна форма навчання допомагає компенсувати недоліки індивідуальної форми навчання, а також допомогти екстерну набути певний обсяг знань у мінімальні терміни.
Дистанційна форма навчання забезпечує індивідуалізацію навчального процесу, оперативність інформації, систематичність контролю за навчальною працею дитини, об'єктивність оцінки, систематичність розумової і творчої праці дитини, оптимальний для батьків і дитини графік навчальної роботи, постійний зв'язок учня з учителем, відсутність конфліктів з учителями і однокласниками, оперативний і системний зв'язок та співпрацю батьків з учителями і адміністрацією домашньої школи дистанційного навчання.
Фінансові витрати батьків на дистанційне навчання значно менші, ніж видатки на відвідування загальноосвітньої школи та інші форми домашнього навчання.
Контингент дистанційної школи складають учні, які мають право на індивідуальну форму навчання, екстернат, а також ті, що потребують допомоги репетиторів.

## Індивідуальне навчання
Відповідно до нормативних актів щодо індивідуальної форми навчання, індивідуальне навчання є однією з форм організації навчально-виховного процесу і впроваджується для забезпечення права громадян на здобуття повної загальної середньої освіти з урахуванням індивідуальних здібностей та обдарувань, стану здоров'я, демографічної ситуації та організації їх навчання.
Право на індивідуальне навчання мають учні:
- які за станом здоров'я не можуть відвідувати навчальний заклад;
- яким необхідно пройти лікування у лікувальному закладі більше одного місяця;
- які мають високий навчальний потенціал і можуть прискорено закінчити школу;
- які проживають у селах і селищах (коли кількість учнів у класі становить менше 5 осіб);
- які не встигають протягом двох років навчання у школі I ступеня;
- які потребують корекції фізичного та/або розумового (психічного) розвитку (у разі, якщо батьки або особи, які їх замінюють, відмовляються направляти дитину до відповідної спеціальної загальноосвітньої школи (школи-інтернату)).

Індивідуальне навчання учнів, яким необхідно пройти лікування у лікувальному закладі більше одного місяця, організовується на базі найближчого до місця лікування навчального закладу, визначеного місцевим органом управління освітою, і починається не раніше ніж через 3-5 днів після того, як хворий вступає до лікувального закладу. При наявності у групі 5 і більше осіб навчання здійснюється у груповій формі (за потреби протягом навчального року).
Кількість годин для організації індивідуального навчання відповідно до навчального плану визначається наказом директора і затверджується відповідним органом управління освітою.
1–4 кл. — 5 год на тиждень.
5–9 кл. — 8 год на тиждень,
10–12 кл. — 12 год на тиждень за умови виконання вимог Державного стандарту освіти.
Таким чином, індивідуальна форма навчання, при всій своїй необхідності, має суттєві недоліки: учень не виконує навчальний план. Наприклад, у п'ятому класі на виконання навчального плану виділяється лише 19 % від усього навчального часу, а в першому класі — 28 %. Таким чином, основне навантаження по навчанню дітей лягає на батьків, а не на вчителя, закріпленого за дитиною.
Явно недостатня така кількість годин і для дітей, які не встигають протягом двох років навчання у початковій школі.
Впровадження індивідуальної форми навчання у сільських малокомплектних школах, які вже ліквідовані з метою економії коштів у результаті «оптимізації» мережі навчальних закладів, викликає сумнів. Крім того, батьки позбавлені можливості вільно вибирати навчальний заклад для роботи з дитиною у домашніх умовах.
Створюється також індивідуальний стиль навчання, який включає можливість вибору часу для навчання: ранок, вечір, день.

## Екстернат
Екстернат передбачає самостійне опанування учнем програмового матеріалу в повному обсязі за певний клас, визначеного Державним стандартом, або з окремих навчальних предметів для отримання документа про відповідний рівень освіти.
Право на навчання екстерном, відповідно до Положення про екстернат, отримують діти, які:
- З будь-яких поважних причин не мають змоги відвідувати навчальні заняття в загальноосвітньому навчальному закладі;
- Прискорено опанували навчальний матеріал відповідного класу чи ступеня навчання;
- Не завершили навчання в навчальному закладі системи загальної середньої освіти;
- Є учнями загальноосвітніх навчальних закладів з денною формою навчання та з незалежних від них причин не можуть пройти річне оцінювання та атестацію не більше ніж з двох предметів;
- Є випускниками загальноосвітніх навчальних закладів попередніх років, які свого часу не мали річного оцінювання та/або не пройшли атестацію з будь-яких предметів (кількість предметів не обмежується) і деякі інші.

## Репетиторство
Репетиторство, метою якого є, головним чином, усунення прогалин у знаннях учнів, підготовка до вступу в навчальні заклади або до незалежного оцінювання знань.
Репетиторство законодавчо не входить до системи освіти України, хоча фактично таким вже є. Вчителі-репетитори компенсують недоліки або брак у роботі загальноосвітніх навчальних закладів.
Найчастіше звертаються до репетиторів з англійської мови (22% всіх учнів), математики (20%) та української мови (7%). Також популярні викладачі шкільних предметів, з яких здається ЗНО, та репетитори іноземних мов.

## Законодавство
- Закон України ''Про освіту'' [Архівовано 6 вересня 2013 у Wayback Machine.]

- Наказ Міністерства освіти і науки України від 20.12.2002 № 732 "Про затвердження Положення про індивідуальну форму навчання в загальноосвітніх навчальних закладах

- Наказ Міністерства освіти і науки України від 19.05.2008 № 431 "Про затвердження Положення про екстернат у загальноосвітніх навчальних закладах
- Наказ Міністерства освіти і науки України від 25.04.2013 № 466 "Про затвердження Положення про дистанційне навчання.